# Раффль, Томас
То́мас Раффль (нем. Thomas Raffl; род. 19 июня 1986, Филлах, Каринтия) — австрийский хоккеист, крайний нападающий. В настоящее время является игроком клуба «Ред Булл Зальцбург», выступающего в Австрийской хоккейной лиге. Игрок сборной Австрии. Старший брат Михаэля, также хоккеиста.

## Карьера игрока
За свою карьеру выступал в австрийских командах «Филлахер» и «Ред Булл», также имеет опыт игр за канадские клубы «Келоуна Рокетс» и «Свифт-Каррент Бронкос», а также «Лулео» из Швеции. В сборной выступает с 2008 года.